# Музей історії та культури міста Луганська
Музей історії та культури міста Луганська — історичний музей у місті Луганську.

## Будівля музею
Будівля, в якій нині знаходиться музей історії та культури Луганська, була побудована в 80-х роках XIX століття. Автор проекту невідомий, проте відомо, що будинок споруджувався за міського голови Володимира Вербовського. До 1919 року будівля слугувала приміщенням для Міської Думи та Управи.
Перший поверх будівлі міська влада здавала в оренду магазину й типографії, на другому розміщувались зали засідань. Фасад будівлі зберігся до наших днів в автентичному вигляді за винятком пожежної вишки на даху. Інтер'єр неодноразово змінювався.
В 1920-х роках будівля була зайнята будівельним технікумом, який зокрема закінчив Михайло Матусовський. Після війни будинок передано краєзнавчому музею.

## Історія музею
Музей створено в 1980 році, як музей Климента Ворошилова. Колекція нараховувала близько 36 тис. предметів, що належала родині Ворошилових.
14 грудня 1990 року музей Ворошилова було перепрофільовано в музей історії та мистецтв Луганська.
Музей має два філіали: літературний музей Володимира Даля та музей-квартиру Владислава Титова.
Нині колекція музею нараховує понад 50 тис. предметів.
В липні 2014 року, під час війни на Донбасі, будівля музею була обстріляна сепаратистськими бойовиками й, внаслідок цього, сильно пошкоджена. 
У лютому 2016 року музей відновив свою роботу.

## Експозиції
Головна експозиція під назвою Старий Луганськ охоплює період з року заснування міста 1795 до Жовтневого перевороту 1917 року. Вона представлена продукцією Луганського ливарного заводу, предметами побуту кінця XIX—початку XX століть, унікальними документами та фотографіями дореволюційного міста.
Експозиція, присвячена маршалу Радянського Союзу Климентові Ворошилову, представлена його особистими речами та унікальною бібліотекою, що нараховує близько 12 тис. томів, серед яких Британська енциклопедія, подарована королевою Великої Британії Єлизаветою II, та книги з автографами видатних особистостей.
Крім того в музеї діють експозиції, присвячені першому міському голові Луганська Миколі Холодиліну та поету Михайлу Матусовському.